# Watsons Україна
50°27′54″ пн. ш. 30°22′43″ сх. д. / 50.46500° пн. ш. 30.37861° сх. д.
«Watsons Україна» — мережа роздрібної торгівлі товарами для краси, здоров'я та дому в Україні, до складу якої входять 429 магазинів і 16 аптек у більш ніж 100 містах, та понад 4 000 співробітників обслуговують майже 3 млн покупців щомісяця.
Watsons Україна входить до складу A.S. Watson Group, найбільшої у світі мережі роздрібної торгівлі продукцією для краси та здоров'я. Нині мережа налічує понад 15 000 магазинів і понад 1400 аптек на 25 ринках Азії і Європи: Китай, Сінгапур, Таїланд, Малайзія, Філіппіни, Індонезія, Туреччина, Україна, Велика Британія, країни Балтії тощо. Щороку більше 5.2 мільйонів покупців здійснюють покупки в онлайн- та офлайн- магазинах 12 рітейл-брендів по всьому світу, а їх обслуговуванням займаються понад 140 тис. осіб.
Окрім того, A. S. Watson Group є частиною мультинаціонального конгломерату CK Hutchison Holdings Limited, який спеціалізується на портах і пов'язаних з ними послугах, роздрібній торгівлі, інфраструктурі, енергетиці та телекомунікаціях більш ніж у 50 країнах світу. Засновник конгломерату — Лі Кашин.
На полицях магазинів мережі та в інтернет-магазині можна знайти продукцію від провідних виробників косметики, побутової хімії, товарів для здоров'я тощо, а також велику кількість товарів власних торгових марок. Найпопулярніші з них: Domol, Isana, Beauty formulas, Superdrug, Rival de loop тощо, загалом, понад 25 брендів. Ця продукція виготовляється ексклюзивно для Watsons на найкращих заводах Європи та Азії та вирізняється високою якістю та доступною ціною.

## Корпоративна соціальна відповідальність
У 2016 році стартував благодійний проєкт «Янголи Watsons». Його мета — збір коштів для придбання оклюдерів, які щомісяця передають до Національного інституту серцево-судинної хірургії ім. М. М. Амосова. Імпланти встановлюють дітям з вадами серця. На кінець 2018 року за рахунок компанії зроблено понад 40 операцій. Кошти перераховують з продажу ексклюзивних магнітів, які можна придбати в магазинах мережі та інтернет-магазині, балів з карток учасників Watsons Club та продукції з позначкою Watsons Exclusive. У квітні 2018 року проєкт переміг у Національному конкурсі кейсів з корпоративної соціальної відповідальності у номінації «Кращий внесок у Ціль сталого розвитку № 3 „Міцне здоров'я“»
Влітку 2017 року стартував інший соціальний проєкт — «Давай поборемо рак разом» спільно з благодійним фондом «Таблеточки». Мета проєкту — зібрати кошти на лікування онкохворих дітей. Для цього перераховують одну гривню з кожного придбаного товару певної категорії власної торгової марки Lucky Day. За півтра року зібрано понад 457 тис. грн. На ці кошти постійно купують медичні препарати для відділень онкології та онкогематології обласних лікарень (Житомирська, Запорізька, Чернігівська, Рівненська лікарні напрямку онкології).
Окрім того, вже понад 7 років компанія опікується Смілянською школою-інтернат і Броварським центром реабілітації дітей з інвалідністю.
Також у мережі Watsons Україна використовують БІО-пакети, які через 3 роки розкладаються. Компанія зобов'язалась відмовитися від продажу будь-якої продукції із використанням мікропластику до кінця 2019 року. З 2014 року компанія не використовує його у продукції (скраби та пілінги) власних торгових марок.
У 2013 році Watsons розпочала всеукраїнський збір вживаних батарейок. Для цього Watsons встановив спеціальні контейнери в магазинах і в офісі. Станом на 2017 рік їх було зібрано понад 40 тонн. Усвідомлюючи проблему утилізації, компанія також підтримала ініціативу Громадської організації «Батарейки, здавайтеся!» зі збору коштів для налагодження цього процесу в Україні. Але, на жаль, виявилося, що єдиний завод в Україні більше не мав можливості для офіційної переробки батарейок. Позиція компанії — бути відповідальною до кінця, тому, крім збору, необхідно було вирішити проблему утилізації батарейок.[джерело?]
У 2018 році Watsons ухвалила рішення переробляти батарейки на  німецькому заводі з переробки відходів Redux..

## Історія Watsons Україна
- 1993 рік — відкрито перший магазин у Києві.
- 1996 рік — створено мережу «ДЦ», яка увійшла до складу холдингу «Аснова».
- 1999 рік — відкриття перших магазинів у регіонах — містах Кам'янське та Чернівцях.
- 2002 рік — відкриття у Києві першої аптеки мережі «ДЦ».
- 2006 рік — мережа магазинів «ДЦ» стає частиною міжнародної корпорації A.S. Watson Groupe.
- 2011 рік — перейменування мережі «ДЦ» на Watsons та початок ребредингу магазинів і аптек.
- З 2011 року — «Вибір № 1» в номінації «Магазин року краси та здоров'я» премії «Вибір року»[9].
- 2013 рік — відкриття трьохсотого магазину Watsons в Україні[10].
- 2016 рік — старт роботи інтернет-магазину[11].
- 2011- 2017 – Watsons «Вибір року Україна» в номінації «Магазин року краси та здоров'я» [Архівовано 28 вересня 2020 у Wayback Machine.].
- 2016 — 2018 роки — Названо найкращі компанії сфери ритейлу і кращі ТРЦ України за підсумками 2016-17 років за версією Асоціації ритейлерів України[12].
- 2019 – Watsons Україна — переможець рейтингу «РЕПУТАЦІЙНІ АКТИВісти» [Архівовано 10 травня 2019 у Wayback Machine.] в номінації «Ритейл — парфумерно-косметичний магазин».

## З історії A. S. Watson Group
Компанію засновано у 1841 році, коли в Гонконзі було відкрито першу аптеку в місті. У 1858 році англійський фармацевт Александр Скрівінг Ватсон долучився до команди працівників аптеки, ставши її менеджером. І вже у 1871 році Гонконзька аптека почала працювати під назвою A.S. Watson & Company. У 2000 році компанія розпочала роботу у Великій Британії, придбавши мережу Savers Health & Beauty. З цього моменту стартувала експансія A.S. Watson Group на європейські ринки. Один за одним відкривались магазини в Англії, Нідерландах, Польщі, Україні та інших країнах.